# (7666) Keyaki
(7666) Keyaki ist ein Asteroid des Hauptgürtels, der am 4. November 1994 vom Astronomen K. Cross am Sendai Municipal-Observatorium (IAU-Code 893) in der japanischen Präfektur Miyagi entdeckt wurde.
Der Asteroid wurde nach der japanischen Bezeichnung „Keyaki“ für die Japanische Zelkove benannt, die bis zu 30 Meter hoch wird.